# Mixturatulla ozwini
 (septembre 2019).
Genre
Espèce
Mixturatulla ozwini, unique représentant du genre Mixturatulla, est une espèce de collemboles de la famille des Tullbergiidae.

## Distribution
Cette espèce est endémique des Appalaches aux États-Unis. Elle se rencontre en Caroline du Nord et au Tennessee.

## Description
Mixturatulla ozwini mesure de 566 à 802 µm.

## Étymologie
Cette espèce est nommée en l'honneur de Charles Ozwin Rutledge.

## Publication originale
- Bernard, 2016 : Two new genera and five new species of Tullbergiidae (Collembola) from the southern Appalachian Mountains of North America, with redescription of Tullbergia clavata Mills. Zootaxa, no 4162(3), p. 451-478.